# 王绪捷
王绪捷（1920年—1992年），男，山东德州人，中国林学家，曾任河北省林业厅总工程师，第六、七届全国政协委员。